# Taverne Magnan
La Taverne Magnan était un restaurant situé à Montréal dans le quartier Pointe-Saint-Charles de 1932 à 2014. Elle possédait en ses murs une boucherie, une pâtisserie, trois cuisines complètes, trois bars et une épicerie-boutique.

## Histoire

### Première génération

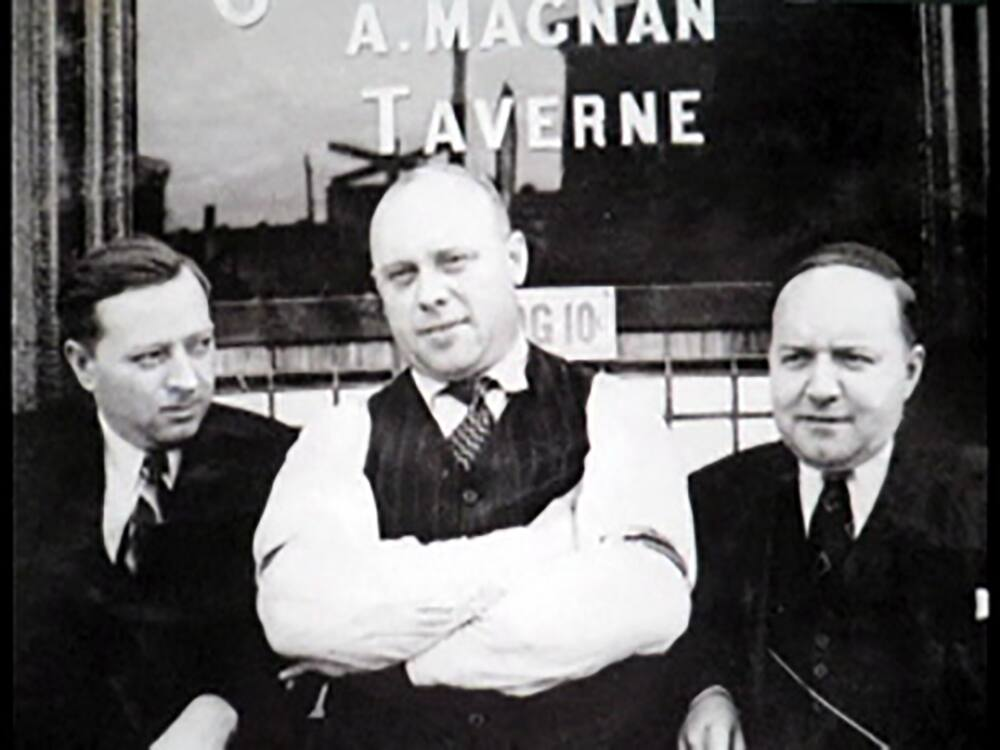
Le fondateur de la Taverne Magnan, Armand Magnan, au centre, peu de temps après l'ouverture en 1932

La taverne Magnan ouvre ses portes pour la première fois en 1932, en plein milieu de la Grande Dépression, sur la rue Saint-Patrick, dans le quartier ouvrier de la Pointe-Saint-Charles. Fondée par Armand Magnan, l'établissement ciblait la clientèle des travailleurs des alentours et de la ville voisine de Verdun, qui était toujours sous le coup d'une prohibition. À l'origine, l'établissement comptait 75 places.
C'est Marie-Ange Magnan, épouse d'Armand, mère d'Yves et Hubert, qui a lancé la mode en servant des assiettes de soupe aux pois et des sandwiches au lard aux ouvriers travaillant à la construction de l'aqueduc de Montréal. Mais on doit le fameux rôti de bœuf de la taverne à Hubert Magnan. Voulant trouver la meilleure recette de rôti de bœuf, il avait entraîné son cuisinier de restaurant en restaurant pour goûter différentes saveurs.
Ayant trouvé enfin un rôti à leur goût, les deux compères se sont enfermés toute une nuit dans la cuisine de la taverne pour procéder à des essais, jusqu'à ce qu'ils parviennent à reproduire la saveur recherchée. Il faut préciser toutefois que le procédé de vieillissement de la viande compte autant pour réussir un tel rôti que le dosage des épices et autres assaisonnements.
Les femmes ont longtemps été interdites d'admission dans les tavernes, Magnan, très traditionnelle, est devenue la cible du mouvement féministe, notamment de la part de Pierre Pascau, à CKAC, et surtout de Lise Payette qui, dans les débats sur un projet de loi en 1977, qualifiait Magnan de « dinosaure » à cause de son refus d'accueillir les femmes.

### Deuxième génération
Après le décès d'Armand Magnan, en 1953, le commerce est repris par ses fils Yves et Hubert. Yves Magnan est à la fois un homme d'affaires qui gère une entreprise prospère et un homme politique bien branché dans les rouages du pouvoir local. Il siégera pendant 16 ans comme conseiller municipal du Parti civique de Jean Drapeau à l'Hôtel de ville de Montréal. Sous sa direction, la taverne agrandit ses locaux à deux reprises, en 1963 et en 1976, pour porter sa capacité à 250 places.
Au cours des années 1970 et 1980, le modèle d'affaires de la taverne au Québec commence à changer profondément. Les femmes, exclues jusque-là des tavernes proprement dites, pouvaient toutefois consommer un repas dans la salle à manger d'établissements comme Magnan. Les choses allaient toutefois changer avec l'arrivée au pouvoir du gouvernement du Parti québécois. En 1979, l'Assemblée nationale vote le projet de loi 55, qui élimine graduellement les tavernes réservées aux hommes en n'accordant plus de nouveaux permis d'alcool pour ce type d'établissements, sans toutefois enlever les droits acquis des tavernes existantes. Néanmoins, le journaliste Jack Todd du quotidien The Gazette affirme dans un article publié en 1986, que la fin des tavernes était inévitable en raison de l'augmentation du prix de la bière et des lois plus sévères réprimant la conduite en état d'ébriété. La taverne Magnan a été l'un des derniers établissements à ouvrir sa taverne aux dames, à l'automne 1988, au grand dam d'Yves Magnan, qui croyait qu'une taverne n'était pas un établissement convenable pour les femmes, pas même ses filles qu'il confinait aux cuisines.

### Troisième génération
En 1993, le fils d'Yves Magnan, Bernard, prend les rênes de l'entreprise familiale après un conflit qui oppose les frères Yves et Hubert. Hubert Magnan, qui s'occupe de l'administration de l'entreprise, désire créer un réseau de tavernes et ouvre deux établissements, dans l'est et l'ouest de Montréal, ce à quoi s'oppose Yves. Bernard, un médecin qui agissait comme directeur des services professionnels à l'Hôpital Maisonneuve-Rosemont, se voit d'abord confier un mandat de médiation, qui échoue.
Il reprend la gestion de l'établissement, qui à l'époque comptait parmi les 10 principaux débits de boisson au Québec. Les brasseurs fournissent 30 000 caisses de bière chaque semaine et l'établissement fait un chiffre d'affaires de 4,6 millions $ par année.
En septembre 2013, la taverne licencie sa gérante lorsqu'elle annonce à son employeur qu'elle est atteinte d'un cancer.

### Fermeture
En 1997, Yves Magnan présente des problèmes cognitifs, son fils Bernard qui gère avec lui la taverne alerte ses sœurs et son frère pour de l’aide. La fratrie nie le problème et expulse Bernard de son entreprise. La famille trouve un règlement, achète les actions de Bernard et installe à sa tête Alain Gauthier (l’époux de Carole Magnan, une des deux sœurs) un ancien fonctionnaire au ministère des Affaires municipales. Bernard Magnan retournera à la pratique de la médecine. 
Les employés se syndiquent. Alain Gauthier entreprend des changements de menu qu’il veut plus gastronomique. Les employés s’inquiètent pour la pérennité de l’entreprise. Des conflits se manifestent au sein de la fratrie.
Le 7 octobre 2014, la Taverne Magnan annonce sa fermeture définitive à compter du 21 décembre 2014. Le propriétaire blâme le nombre grandissant de restaurants en ville, les travaux routiers continuels dans le secteur ainsi que l'augmentation de 30 % du prix du bœuf pour les déboires de son établissement,. Le 16 janvier 2019, le bâtiment a été complètement démoli.
Le PDG de l’établissement, Alain Gauthier, affirme que la gentrification du quartier ainsi que le changement d’habitudes de consommation en matière de restauration a eu un impact sur la fermeture de la taverne.

## À la suite de la fermeture de la Taverne Magnan
Une année plus tard, soit, en janvier 2020, le site de l’ancienne taverne Magnan est un chantier en construction pour le projet de condos Edwin. L'arrivée de ce projet immobilier luxueux qui fait l’éloge d’un quartier en développement illustre bien l’impact de la gentrification dans le quartier Pointe Saint-Charles du sud-ouest de Montréal.